# Stráně Hamerského potoka
Stráně Hamerského potoka jsou přírodní rezervace ve správním území obce Broumov v okrese Tachov v Plzeňském kraji. Tvoří ji komplex suťových lesů a květnatých bučin v údolí Hamerského potoka na západním okraji vesnice.

## Historie
Chráněné území vyhlásila Agentura ochrany přírody a krajiny ČR v kategorii přírodní rezervace s účinností od 5. srpna 2021. Cílem ochrany je uchovat smíšený a věkově rozrůzněný lesní porost.
Lesy v okolí přírodní rezervace patří nejpozději od osmnáctého století k hospodářským lesům v polesí Broumov a až do první poloviny dvacátého století v nich probíhala těžba dřeva holosečí. V polovině dvacátého století byla v rámci obnovy porostu zavedena smrková monokultura, která zasahuje do severozápadní části rezervace. Na většině plochy rezervace se však stromy vzhledem ke strmým svahům nekácely, takže se v ní dochoval listnatý les tvořený více než deseti druhy dřevin.

## Přírodní poměry
Přírodní rezervace s rozlohou 4,56 hektarů leží v Českém lese v nadmořské výšce 543–598 metrů. Nachází se v katastrálním území Broumov u Zadního Chodova a je součástí chráněné krajinné oblasti Český les.

### Abiotické poměry
Geologické podloží tvoří cordieritické ruly žďárského masivu a méně metamorfované pararuly s cordieritem. Na jejich rozhraní se ojediněle objevuje amfibolit, muskovit-biotitické žuly a žilný křemen. V geomorfologickém členění Česka přírodní památka leží v Českém lese, konkrétně v podcelku Dyleňský les a okrsku Tišinská vrchovina. Území se nachází na strmém, k jihu orientovaném svahu nad levým břehem Hamerského potoka. Na podobě reliéfu se významně podílely tektonické pohyby, mrazové zvětrávání nebo eroze a denudace v důsledku činnosti Hamerského potoka. Území odvodňuje Hamerský potok, který se vlévá do Mže, a patří tedy k povodí Berounky.
V rámci Quittovy klasifikace podnebí se přírodní rezervace nachází v mírně teplé oblasti MT4, pro kterou jsou typické průměrné teploty −2 až −3 °C v lednu a 16–17 °C v červenci. Roční úhrn srážek dosahuje 500–750 milimetrů, sníh zde leží 60–80 dní v roce. Mrazových dnů bývá 110–130, zatímco letních dnů jen dvacet až třicet.

### Flóra
Hlavními ekosystémy, které patří k předmětu ochrany, jsou suťové lesy (45 % rozlohy) s převahou javoru klenu (Acer pseudoplatanus), javoru mléče (Acer platanoides), jasanu ztepilého (Fraxinus excelsior) a buku lesního (Fagus sylvatica). Asi pětinu rozlohy tvoří květnaté bučiny, v nichž uvedené druhy doplňuje navíc lípa velkolistá (Tilia platyphyllos).
Ze zvláště chráněných, ohrožených a vzácných druhů rostlin roste, převážně v ochranném pásmu rezervace, chrastavec lesní (Knautia maxima), korálice trojklaná (Corallorhiza trifida), lilie zlatohlavá (Lilium martagon), mokrýš vstřícnolistý (Chrysosplenium oppositifolium), oměj vlčí mor (Aconitum lycoctonum), rozrazil horský (Veronica montana) a zvonečník černý (Phyteuma nigrum). Z mechorostů se na skalním bloku amfibolitu vyskytuje plazivec útlý (Isothecium myosuroides) a na borce jednoho z javoru klenu byl nalezen šurpek hladkoplodý (Orthotrichum striatum).

### Fauna
V době před rokem 2021 neproběhl žádný faunistický výzkum, přesto nelze vyloučit přítomnost zvláště chráněných a vzácných druhů živočichů. Biotopy v rezervaci by mohly vyhovovat například žluně šedé (Picus canus), výrovi velkému (Bubo bubo) nebo krkavci velkému (Corvus corax).

## Přístup
Přírodní rezervací nevede žádná turisticky značená trasa. Nejvýše položenou část hranice v krátkém úseku lemuje silnice II/201 a v ochranném pásmu na jihozápadě stojí zámek Nový Haimhausen.